# Uru-do-campo
Uru-do-campo (Colinus cristatus) é uma espécie de ave da família Odontophoridae.
Pode ser encontrada nos seguintes países: Aruba, Brasil, Colômbia, Costa Rica, El Salvador, Guiana Francesa, Guatemala, Guiana, Honduras, México, Antilhas Holandesas, Nicarágua, Panamá, São Vicente e Granadinas, Suriname, Venezuela e Ilhas Virgens Americanas.
Os seus habitats naturais são: matagal árido tropical ou subtropical, campos de gramíneas de baixa altitude subtropicais ou tropicais sazonalmente úmidos ou inundados, e florestas secundárias altamente degradadas.

## Etimologia
O termo uru é comum a diversos odontoforídeos, tendo origem tupi.
O nome uru-do-campo foi selecionado como nome vernáculo técnico para a espécie Colinus cristatus pelo Comitê Brasileiro de Registros Ornitológicos (CBRO) em 2021.

## Descrição

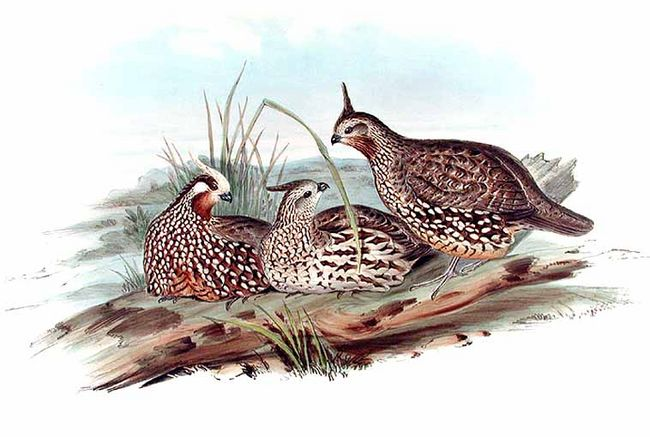
Pintura

Um uru-do-campo adulto mede aproximadamente 17,8-21,6 cm de comprimento. Machos e fêmeas têm aparência similar. As longas penas na testa e na coroa são amarelo-clara ou brancas, e as penas da crista podem ser escuras. As costas e as laterais do pescoço são marmorizadas em preto e branco e a garganta é branca ou amarelo-clara, às vezes manchadas de preto. É manchado de preto, marrom e cinza por cima e apresenta manchas amarelo-claras, canela e pretas por baixo. O olho é marrom, o bico é preto e as pernas cinza-azuladas. A fêmea é levemente mais amarronzada que o macho.

## Comportamento
O uru-do-campo vive no solo em pequenos grupos e o seu comportamento é similar ao da perdiz-da-virgínia (Colinus virginianus).

## Alimentação
A alimentação consiste em brotos, folhas e pequenos invertebrados.

## Conservação
O uru-do-campo tem uma distribuição muito ampla e é comum em grande parte da sua área de ocorrência. A população parece estar aumentando e a IUCN classificou a espécie como "pouco preocupante".

## Subespécies
São reconhecidas treze subespécies:
- Colinus cristatus cristatus (Linnaeus, 1758) - ocorre no nordeste da Colômbia e no noroeste da Venezuela, nas ilhas de Aruba e Curaçao;
- Colinus cristatus sonnini (Temminck, 1815) - ocorre da região costeira do norte da Venezuela até as Guianas e no extremo norte do Brasil;
- Colinus cristatus mariae (Wetmore, 1962) - ocorre na savana do sudoeste da Costa Rica e leste do Panamá, na região de Chiriquí;
- Colinus cristatus panamensis (Dickey & van Rossem, 1930) - ocorre nas planícies da costa do Pacífico do Panamá;
- Colinus cristatus decoratus (Todd, 1917) - ocorre na costa caribenha da Colômbia;
- Colinus cristatus littoralis (Todd, 1917) - ocorre na região norte das Montanhas Santa Marta no nordeste da Colômbia;
- Colinus cristatus badius (Conover, 1938) - ocorre da região do vale de Cauca até a costa do Oceano Pacífico a oeste da Cordilheira dos Andes da Colômbia;
- Colinus cristatus bogotensis (Dugand, 1943) - ocorre a leste da Cordilheira dos Andes da Colômbia, nas regiões de Boyacá e Cundinamarca;
- Colinus cristatus parvicristatus (Gould, 1843) - ocorre no sopé do lado leste da Cordilheira dos Andes da Colômbia e na região adjacente da Venezuela;
- Colinus cristatus horvathi (Madarasz, 1904) - ocorre na Cordilheira dos Andes do noroeste da Venezuela, na região de Mérida;
- Colinus cristatus barnesi (Gilliard, 1940) - ocorre na região oeste e central da Venezuela, nas regiões de Portuguesa e Barinas;
- Colinus cristatus mocquerysi (Hartert, 1894) - ocorre no nordeste da Venezuela, nas regiões de Sucre, Monagas e Anzoátegui;
- Colinus cristatus leucotis (Gould, 1844) - ocorre no norte da Colômbia, nas regiões do vale de Magdalena e no vale de Sinú.